# Кустура (Браила)
Кустура (рум. Custura) насеље је у Румунији у округу Браила у општини Раковица. Oпштина се налази на надморској висини од 24 m.

## Становништво
Према подацима из 2002. године у насељу је живело 509 становника, од којих су сви румунске националности.